# Andrea Kilbourne-Hill
Andrea Marie Kilbourne-Hill, född den 19 april 1980 i Saranac Lake, New York i USA, är en amerikansk ishockeyspelare.
Hon tog OS-silver i damernas ishockeyturnering i samband med de olympiska ishockeytävlingarna 2002 i Salt Lake City.